# IC 1427
IC 1427 је елиптична галаксија у сазвјежђу Пегаз која се налази на листи објеката дубоког неба у Индекс каталогу.
Деклинација објекта је + 15° 6' 26" а ректасцензија 22h 3m 35,1s. Привидна величина (магнитуда) објекта IC 1427 износи 14,3 а фотографска магнитуда 15,3. IC 1427 је још познат и под ознакама UGC 11889, MCG 2-56-10, CGCG 428-25, NPM1G +14.0536, PGC 67948.